# Prix George-Polk
Les  prix George-Polk sont des prix de journalisme décernés tous les ans par l'université de Long Island à Brooklyn, aux États-Unis. 
Ils ont été créés en 1949 à la mémoire de George Polk, correspondant de CBS assassiné pendant la guerre civile grecque. Ces prix sont décernés dans différentes catégories qui varient d'une année à l'autre.

## Liste non exhaustive des prix George Polk
- Reportage international
- Reportage radiophonique
- Photo reportage d'actualité
- Reportage sur l'économie
- Reportage sur les affaires
- Reportage sur l'emploi
- Reportage juridique
- Reportage sur un problème de politique intérieure
- Reportage sur internet
- Reportage dans un magazine
- Reportage sur le gouvernement
- Reportage sur l'éducation
- Reportage d'actualité locale
- Reportage télévisé

Il existe un prix George Polk pour l'ensemble d'une carrière.    

## Lauréats
Parmi les lauréats du prix George Polk on peut citer :
- Eddie Adams, lauréat en 1968, 1977 et 1978,
- Christiane Amanpour (plusieurs fois lauréate),
- Roger Angell, lauréat en 1980,
- R. W. Apple,
- James Baldwin, lauréat en 1963,
- Erik Barnouw,
- Donald Bartlett (plusieurs fois lauréat),
- Larry Bensky,
- Homer Bigart, lauréat en 1948 et 1950 (prix Reportage international),
- Ed Bradley,
- Jimmy Breslin,
- Robert Brustein, Walter Cronkite,
- Gloria Emerson,
- Bernard B. Fall (1965),
- Frances FitzGerald,
- Thomas Friedman,
- Fred Friendly,
- Anne Garrels,
- Henry Louis Gates,
- David Grann,
- Amy Goodman,
- Adam Gopnik,
- Michael R. Gordon,
- Philip Gourevitch,
- Glenn Greenwald, Ewen MacAskill et Laura Poitras du Guardian,  Barton Gellman du Washington Post, lauréats en 2013 pour leurs enquêtes sur la sécurité nationale basées sur les documents de la National Security Agency (NSA)[1],[2],
- Mary McGrory,  Roy Gutman,
- David Halberstam, Seymour Hersh (plusieurs fois lauréat, notamment pour son reportage sur le massacre de Mỹ Lai en 1969),
- Marguerite Higgins,
- Don Hollenbeck, lauréat en 1949 (prix Reportage radiophonique),
- Chet Huntley,
- Peter Jennings,
- Pauline Kael,
- Matthew Kauffman,
- John Kifner,
- Ted Koppel,
- Jeff Kosseff,
- Charles Kuralt,
- William L. Laurence, 1949 (prix Reportage scientifique)
- Jean Leclerc du Sablon et Jean Thoraval, lauréats en  1972[3],
- Joseph Lelyveld (plusieurs fois lauréat),
- Catherine Leroy, première femme lauréate en 1968[4].
- Tony Lukas,
- Norman Mailer,
- Mary Ellen Mark (lauréate en 1988),
- Jim McKay,
- Chris Mortensen,
- Bill Moyers (plusieurs fois lauréat),
- Edward R. Murrow,
- Lisa Myers,
- Yasushi Nagao (1960),
- Allan Nairn,
- Jack Newfield,
- Adam Nossiter (en 2015, pour son reportage sur l'Épidémie de maladie à virus Ebola en Afrique de l'Ouest),
- John Bertram Oakes (plusieurs fois lauréat),
- Robert Parry (en 1984, Irangate),
- Gayle Reaves,
- Roger Rosenblatt,
- Oliver Sacks,
- Morley Safer,
- Harrison Salisbury,
- Diane Sawyer,
- Sydney Schanberg,
- Daniel Schorr,
- Eric Sevareid,
- William Shawn,
- Howard K. Smith, Red Smith,
- Susan Sontag,
- James Steele (plusieurs fois lauréat),
- Joe Stephens (trois fois lauréat),
- Studs Terkel,
- Nina Totenberg,

Le blog de Josh Marshall, Talking Points Memo, est le premier à avoir reçu le prix en 2008 pour un reportage sur le scandale du renvoi des procureurs fédéraux en 2006.
En 2009, dans la section "Videography", le prix est décerné à un vidéographe amateur anonyme qui a filmé l'agonie de Neda Agha-Soltan, une jeune femme iranienne morte en juin 2009 dans une rue de Téhéran après avoir été blessée par balles lors d'une manifestation contre le pouvoir iranien,.